# Rhizomnium
Rhizomnium és un gènere de molses de la família de les Mniàcies. Conté un total de 14 espècies, totes distribuïdes a l'hemisferi nord.
Les espècies del gènere Rhizomnium són molses dioiques, erectes i altes, de fins a 10 centímetres d'alçària. Els caulidis presenten rizoides ramificats que surten entre els diferents fil·lidis (macronemes) i micronemes (rizoides prims i poc ramificats). Els fil·lidis poden ser orbiculars, el·líptics o obovats, són marginats i enters, d'àpex arrodonit, escotat o bé apiculat. Les cèl·lules de la làmina del fil·lidi són hexagonals i allargades.

## Taxonomia
Les següents espècies són presents als Països Catalans:
- Rhizomnium magnifolium
- Rhizomnium punctatum